# Agmoblatta thaxteri
Agmoblatta thaxteri är en kackerlacksart som först beskrevs av Morgan Hebard 1932.  Agmoblatta thaxteri ingår i släktet Agmoblatta och familjen småkackerlackor. Inga underarter finns listade i Catalogue of Life.